# Спортивный аэродром
Спортивный аэродром — аэродром, предназначенный для выполнения учебно-тренировочных и показательных полётов спортивных воздушных судов, проведения парашютных прыжков и т. д. На спортивных аэродромах базируются аэроклубы — организации, осуществляющие деятельность в сфере авиационного спорта.
В России большинство спортивных аэродромов являются государственными и находятся в ведении ДОСААФ.
ВПП на спортивном аэродроме обычно грунтовая, длиной 600—1800 м, шириной 50-200 м.
Существует ряд аэродромов совместного базирования, на которых наряду со спортивной авиацией дислоцируется военная или гражданская; в этих случаях на аэродроме, как правило, имеется искусственная ВПП длиной 1200—1800 м и более.